# Crenicichla jurubi
Crenicichla jurubi är en fiskart som beskrevs av Lucena och Kullander 1992. Crenicichla jurubi ingår i släktet Crenicichla och familjen Cichlidae. Inga underarter finns listade i Catalogue of Life.